# Stad al-Amir Muhammad
Stad al-Amir Muhammad – wielofunkcyjny stadion w mieście Az-Zarka, w Jordanii. Jest obecnie używany głównie do meczów piłki nożnej. Swoje spotkania na obiekcie rozgrywają piłkarze klubu Manszijja Bani Hasan, grywała na nim również reprezentacja Jordanii. Stadion może pomieścić 17 000 widzów.